# Mondescourt
Mondescourt település Franciaországban, Oise megyében. Lakosainak száma 248 fő (2022. január 1.). Mondescourt Caillouël-Crépigny, Marest-Dampcourt, Appilly, Babœuf és Grandrû községekkel határos.

## Népesség
A település népességének változása:
| Lakosok száma | 270  | 254  | 251  | 243  | 245  | 247  | 249  | 248  | 248  |
|               | 2013 | 2015 | 2016 | 2017 | 2018 | 2019 | 2020 | 2021 | 2022 |